# لورنزو لوکا
لورنزو لوکا (انگلیسی: Lorenzo Lucca؛ زادهٔ ۱۰ سپتامبر ۲۰۰۰) بازیکن فوتبال اهل ایتالیا است که در پست مهاجم برای باشگاه ناپولی در سری ایتالیا بازی می‌کند.
از باشگاه‌هایی که در آن بازی کرده‌است می‌توان به باشگاه فوتبال پالرمو و باشگاه فوتبال پیزا اشاره کرد.
وی همچنین در تیم ملی فوتبال زیر ۲۱ سال ایتالیا بازی کرده‌است.